# EF-366
A EF-366 é uma ferrovia diagonal em bitola larga (1,60m), com 680,6 km de extensão no estado de São Paulo, ligando os municípios de Itirapina, Jaú, Bauru, Marília, Tupã e Panorama. Originalmente era a Linha Tronco Oeste (Companhia Paulista de Estradas de Ferro).